# تانيا داتا
تانيا داتا (بالإنجليزية: Tanya Datta)‏ هي كاتِبة وصحفية ومذيعة ومقدمة تلفزيونية بريطانية، ولدت في 16 يوليو 1972 في برستل في المملكة المتحدة.